# Sally Wolff
Sally Wolff (* 20. Mai 1873 in Unruhstadt, Kreis Bomst, Provinz Posen; † nach 1934) war ein deutscher Ingenieur und Unternehmer jüdischer Religion.

## Herkunft, Familie
Sally (eigentlich Sale Salomon) Wolff war ein Sohn des Seifenfabrikanten Selig (Seelig) Wolff und dessen Ehefrau Dorothea Wolff geborene Kronheim. Die aus Unruhstadt bzw. Storchnest stammenden Eltern lebten ab 1903 in Berlin, wo die Mutter 1917 starb. Der Vater wurde 1903 als Rentier und 1917 als Ziegeleibesitzer bezeichnet, er starb 1925 in Berlin-Charlottenburg. Der 1875 geborene Bruder Arthur Wolff war Architekt in Berlin und starb dort 1923.

## Eigene Familie
Der Ingenieur und Fabrikbesitzer Sally Wolff heiratete am 9. November 1903 in Schöneberg die zwei Jahre jüngere, in Berlin geborene Kaufmannstochter Alice Knopf, die ebenfalls jüdischer Religion war. Sally Wolff wohnte zu diesem Zeitpunkt bei seinen Eltern in der Tempelhofer Vorstadt, Möckernstraße 85 (Eckhaus zur Hagelberger Straße). Die Ehe blieb anscheinend kinderlos.

## Der Unternehmer
Sally Wolff wurde im Berliner Adressbuch 1905 und 1906 als Bau-Ingenieur und Ziegeleibesitzer mit Wohnsitz im Haus Invalidenstraße 91 am nördlichen Rand der Friedrich-Wilhelm-Stadt genannt, von 1907 bis 1910 im Haus Frobenstraße 4 (an der Ecke zur Bülowstraße) in der Schöneberger Vorstadt.

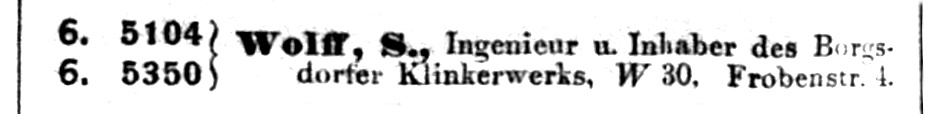
Eintrag im Telefonbuch von Berlin von 1908

Etwa 1904 erwarb er die Ziegelei „Pionier“ II nordöstlich von Borgsdorf im Landkreis Niederbarnim, die dann Borgsdorfer Klinkerwerk genannt wurde, aber schon 1907 in Konkurs ging, 1908 zwangsversteigert wurde und spätestens 1909 den Betrieb einstellte. Durch den Tonabbau für die Ziegelherstellung entstand direkt südöstlich der Ziegelei der nach dem Eigentümer benannte Wolfssee (so in den Karten geschrieben).
Ab 1911 wohnte der Bauindustrielle mit seiner Ehefrau in Charlottenburg im Haus Hardenbergstraße 14.
Ein zweiter Standort von Sally Wolff lag im Zehdenicker Ziegeleirevier. Hier erwarb er um 1918 die Ziegelei Theodor Schmidt mit drei Ringöfen und Tongruben in Mildenberg direkt an der Havel sowie Anlagen zum Tonabbau in der Tongrube Bösenhagen zwischen Badingen und Ribbeck. Auch diese Anlagen blieben nur wenige Jahre im Eigentum von Wolff und wurden dann weiterverkauft. Im Jüdischen Adreßbuch für Groß-Berlin 1931/1932 findet sich der letzte Eintrag zu Sally Wolff mit Wohnsitz im Haus Hardenbergstraße 14, dann verliert sich seine Spur.

## Nationalsozialismus, Emigration, Lebensende
Sally und Alice Wolff gehörten offensichtlich zu den Menschen, die früh in der Zeit des Nationalsozialismus die Gefahr für alle Juden erkannten und über genügend Geld verfügten, um das Deutsche Reich rechtzeitig zu verlassen, wahrscheinlich 1934. Laut einem Steuersteckbrief der Reichsfinanzverwaltung von 1935 (erhalten im Bestand des United States Holocaust Memorial Museum) waren sie im Ausland, ihre letzte Berliner Adresse lautete Charlottenburg, Kurfürstendamm 74 (in den Adressbüchern von 1933 bis 1935 dort allerdings nicht als Bewohner verzeichnet). Ab 1933 entzog die Reichsregierung Zehntausenden deutschen Juden die Staatsbürgerschaft, auch Personen, die das Deutsche Reich bereits verlassen hatten und im Ausland lebten. Auch Sally Wolffs Schwägerin, die Witwe seines Bruders Arthur Wolff, schaffte es ins Ausland; sie starb in den USA. Sterbedatum und -ort von Sally Wolff sind nicht bekannt.